# Platysaurus broadleyi

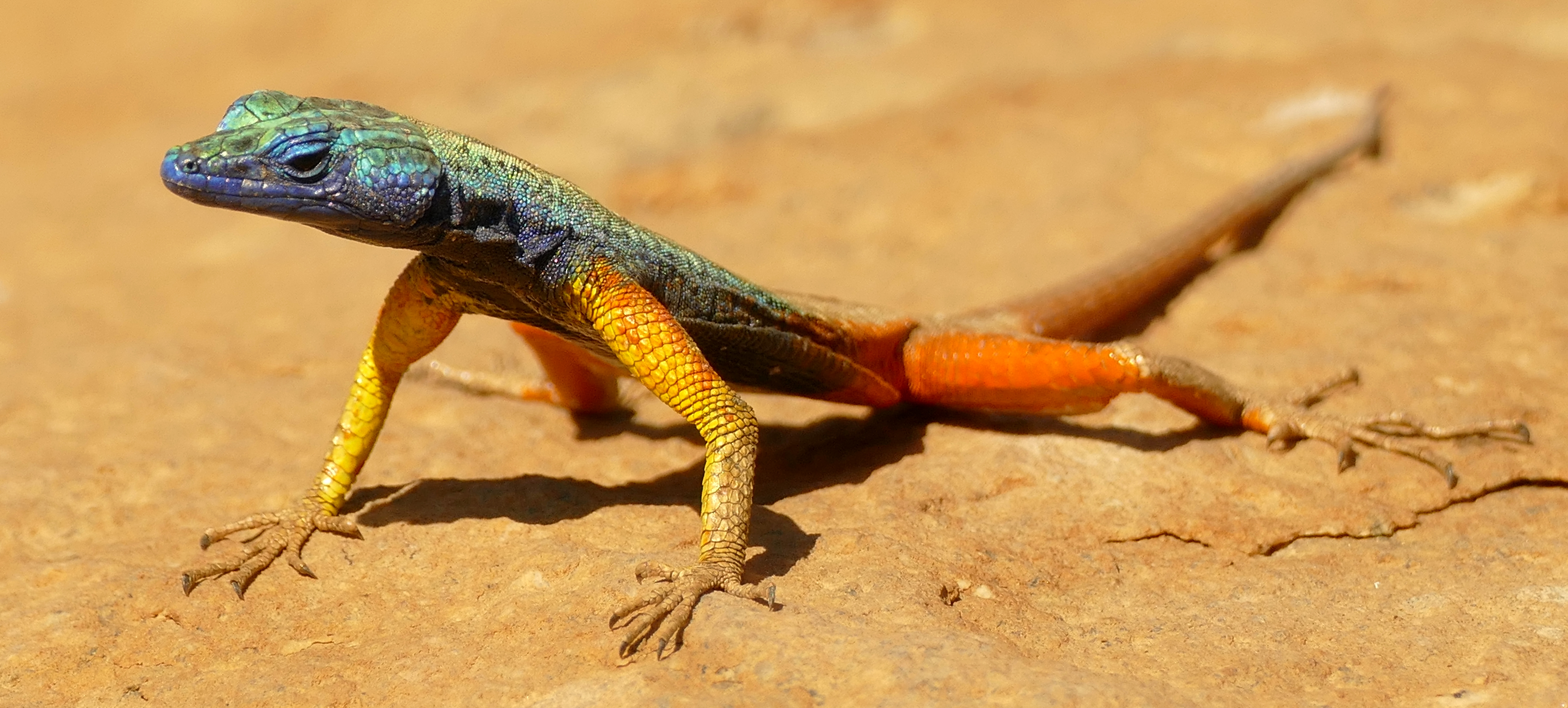
Самець ауграбіської пласкої ящірки

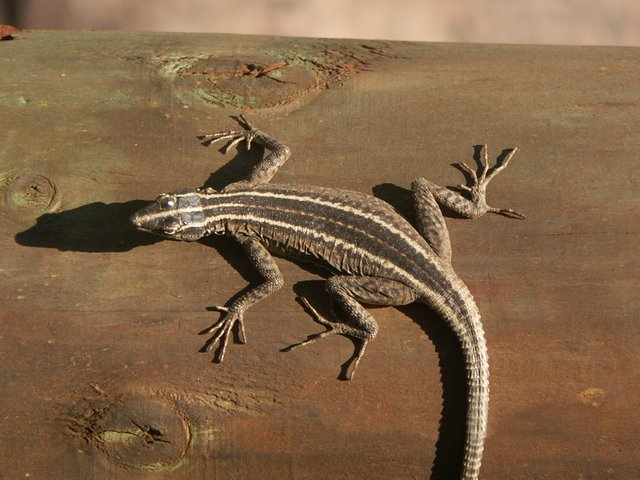
Самиця ауграбіської пласкої ящірки

Platysaurus broadleyi (ауграбіська пласка ящірка) — вид ящірок родини поясохвостів (Cordylidae). Ендемік Південно-Африканської Республіки. Вид названий на честь британського герпетолога Дональда Джорджа Бродлі.

## Опис
Ауграбіські пласкі ящірки — середні представники свого роду, їх довжина (без врахування хвоста) становить 8,4 см. У самиць та молодих особин верхня частина тіла темно-коричнева, на спині є три товсті кремові смуги, які можуть мати вигляд пунктирних смуг, що перемежовуються плямами. Нижня частина тіла біла, іноді поцяткована чорними плямками, нижня частина живота помаранчева, хвіст жовтий. Дорослі самці мають синювату голову і зеленувату спину. Посередині спини у них є темніша ділянка і залишки смуг. Передні кінцівки жовті або помаранчеві, горло темно-синє, живіт спереду чорний, біля хвоста помаранчевий. Верхня частина хвоста коричнева, а нижня сторона та боки помаранчеві. Яскраве забарвлення самців приваблює самиць, однак також й хижаків, таких як саванові боривітри, тоді як самиць хижаки помічають рідше. Від пласкої ящірки Аттенборо (Platysaurus attenboroughi) вид відрізняється дрібнішою лускою на верхній частині передніх кінцівок.

## Поширення і екологія
Ауграбіські пласкі ящірки мешкають на лівому березі Оранжевої річки у Північнокапській провінції ПАР, на 200 км на захід та на 50 км на схід від водоспаду Ауграбіс. Вони живуть в тріщинах серед скель у саванах і чагарникових заростях. Живляться мошками, яких ловлять в стрибку біля річок, а також стиглими плодами намаквалендських фікусів (Ficus cordata). На початку літа відкладають яйця, в кладці 2 яйця.